# Paint Drying
Paint Drying — британский полнометражный фильм 2016 года. Режиссер и продюсер фильма — Чарли Лайн. Фильм длится 10 часов и 7 минут, всё это время на экране показывается стена с сохнущей краской. Этот фильм был создан для того, чтобы заставить цензоров BBFC смотреть кино 10 часов и после этого присвоить картине возрастное ограничение.

## Обзор
Чарли Лайн стал собирать средства на Kickstarter, чем больше денег перечисляли, тем больше режиссёр увеличивал длительность фильма. Фильм собрал £5,936 от 686 людей и был выпущен 26 января 2016 года.